# Copa Mundial de Fútbol de ConIFA de 2014
La Copa Mundial de Fútbol de ConIFA de 2014 fue la primera edición de la Copa Mundial organizada por ConIFA. Se jugó del 1 al 8 de junio de 2014 en las poblaciones de Laponia, en el área de Suecia y cercanías de Finlandia.

## Sede
En mayo de 2013, ConIFA anunció que Laponia fue elegida como sede para la Copa Mundial, y que todos los partidos serían realizados en Östersund, en el estadio Jämtkraft Arena, que tiene capacidad para 6.626 espectadores.
| Ciudad    | Estadio         | Capacidad |
| --------- | --------------- | --------- |
| Östersund | Jämtkraft Arena | 6.626     |

## Equipos participantes
| Equipos participantes | Equipos participantes | Equipos participantes | Equipos participantes |
| --------------------- | --------------------- | --------------------- | --------------------- |
| Abjasia               | Darfur                | Kurdistán             | Laponia               |
| Occitania             | Osetia del Sur        | Padania               | Pueblo Arameo         |
| Tamil Eelam           | Niza                  | Nagorno-Karabakh      | Ellan Vannin          |

## Primera fase

### Grupo A
| Equipo        | Pts | PJ | PG | PE | PP | GF | GC | Dif. |
| ------------- | --- | -- | -- | -- | -- | -- | -- | ---- |
| Pueblo Arameo | 6   | 2  | 2  | 0  | 0  | 4  | 1  | 3    |
| Kurdistán     | 3   | 2  | 1  | 0  | 1  | 10 | 2  | 8    |
| Tamil Eelam   | 0   | 2  | 0  | 0  | 2  | 0  | 11 | -11  |

| 1 de junio de 2014, 13:00 | Kurdistán          | 1:2 | Pueblo Arameo                         | Jämtkraft Arena, Östersund |  |
|                           | Younis Shakour 38' |     | Musa Karli 78' · Mattias Candemir 84' |                            |  |

| 2 de junio de 2014 | Tamil Eelam | 0:2 | Pueblo Arameo                     | Jämtkraft Arena, Östersund |  |
| 10:00              |             |     | Marco Ayudín 36' · Musa Karli 48' |                            |  |

| 3 de junio de 2014 | Tamil Eelam | 0:9 | Kurdistán                                                                                         | Jämtkraft Arena, Östersund |  |
| 10:00              |             |     | Aras 17' · Ahmed 23', 35' · Younes 28' · Nechirvan Shukri 31' · Ali · Farhan Shakor 62', 86', 94' |                            |  |

### Grupo B
| Equipo    | Pts | PJ | PG | PE | PP | GF | GC | Dif. |
| --------- | --- | -- | -- | -- | -- | -- | -- | ---- |
| Abjasia   | 4   | 2  | 1  | 1  | 0  | 3  | 2  | 1    |
| Occitania | 4   | 2  | 1  | 1  | 0  | 2  | 1  | 1    |
| Laponia   | 0   | 2  | 0  | 0  | 2  | 1  | 3  | -2   |

| 1 de junio de 2014, 16:00 | Abjasia                     | 1:1 | Occitania          | Jämtkraft Arena, Östersund |  |
|                           | Gerome Hernandez 83' (a.g.) |     | Brice Martinez 68' |                            |  |

| 2 de junio de 2014, 16:00 | Abjasia                                | 2:1 | Laponia              | Jämtkraft Arena, Östersund |  |
|                           | Amal Vardania 19' · Vladimir Arbun 72' |     | Jirijoonas Kanth 51' |                            |  |

| 3 de junio de 2014, 16:00 | Occitania              | 1:0 | Laponia | Jämtkraft Arena, Östersund |  |
|                           | Guillaume Lafuente 47' |     |         |                            |  |

### Grupo C
| Equipo         | Pts | PJ | PG | PE | PP | GF | GC | Dif. |
| -------------- | --- | -- | -- | -- | -- | -- | -- | ---- |
| Padania        | 6   | 2  | 2  | 0  | 0  | 23 | 1  | 22   |
| Osetia del Sur | 3   | 2  | 1  | 0  | 1  | 20 | 3  | 17   |
| Darfur         | 0   | 2  | 0  | 0  | 2  | 0  | 39 | -39  |

| 1 de junio de 2014, 10:00 | Darfur | 0:20 | Padania | Jämtkraft Arena, Östersund |  |
|                           |        |      | Marco Garavelli 2', 13', 24' · Giacomo Innocenti 4', 10', 27', 39' · Andrea Rota 11', 26' · Mauro Nannini 16' · Luca Mosti 46' · Matteo Prandelli 48', 57', 81', 87' · Enoch Barwuah 50', 54' · Andrea Mussi 62', 64', 69' |                            |  |

| 2 de junio de 2014, 13:00 | Darfur | 0:19 | Osetia del Sur | Jämtkraft Arena, Östersund |  |
|                           |        |      | Artur Elbaev 10', 39', 42', 62', 75', 76', 82', 88' · Vladimir Salbiev 13', 40' · Romeo Kobaladze 45' · Rustam Khutiev 56', 59', 70', 79', 90' · Taimuraz Kudziev 63' · Georgi Kulov 68' · Murat Tskhovrebov 91' |                            |  |

| 3 de junio de 2014, 13:00 | Osetia del Sur   | 1:3 | Padania                                                     | Jämtkraft Arena, Östersund |  |
|                           | Artur Elbaev 46' |     | Giacomo Innocenti 6' · Andrea Mussi 37' · Enoch Barwuah 86' |                            |  |

### Grupo D
| Equipo          | Pts | PJ | PG | PE | PP | GF | GC | Dif. |
| --------------- | --- | -- | -- | -- | -- | -- | -- | ---- |
| Ellan Vannin    | 6   | 2  | 2  | 0  | 0  | 7  | 4  | 3    |
| Niza            | 3   | 2  | 1  | 0  | 1  | 3  | 4  | -1   |
| Nagorno Karabaj | 0   | 2  | 0  | 0  | 2  | 2  | 4  | -2   |

| 1 de junio de 2014, 19:00 | Ellan Vannin                                            | 3:2 | Nagorno-Karabaj          | Jämtkraft Arena, Östersund |  |
|                           | Ciaran McNulty 41' · Antony Moore 88' · Frank Jones 90' |     | Mihran Manasyan 27', 31' |                            |  |

| 02 de junio de 2014 | Ellan Vannin                                  | 4:2 | Niza                                     | Jämtkraft Arena, Östersund |  |
| 19:00               | Calum Morrissey 16' 31' 35' · Daniel Bell 87' |     | Frank Delerue 37' · Malik Tchokounte 74' |                            |  |

| 03 de junio de 2014 | Nagorno Karabaj | 0:1 | Niza               | Jämtkraft Arena, Östersund |  |
| 19:00               |                 |     | Olivier Sborgni 7' |                            |  |

## Segunda fase
|  | Cuartos de final      | Cuartos de final      |                       |               | Semifinales            | Semifinales            |  |  | Final                 | Final |
|  |                       |                       |                       |               |                        |                        |  |  |                       |       |
|  | 4 de junio, Östersund |                       |                       |               |                        |                        |  |  |                       |       |
|  |                       |                       |                       |               |                        |                        |  |  |                       |       |
|  | Padania               | 1                     |                       |               |                        |                        |  |  |                       |       |
|  | Padania               | 1                     | 6 de junio, Östersund |               |                        |                        |  |  |                       |       |
|  | Niza                  | 2                     |                       |               |                        |                        |  |  |                       |       |
|  | Niza                  | 2                     | Niza                  | 3             |                        |                        |  |  |                       |       |
|  | 4 de junio, Östersund |                       | Niza                  | 3             |                        |                        |  |  |                       |       |
|  |                       | Osetia del Sur        | 0                     |               |                        |                        |  |  |                       |       |
|  | Abjasia               | Osetia del Sur        | 0                     | 0 (0)         |                        |                        |  |  |                       |       |
|  | Abjasia               |                       | 8 de junio, Östersund | 0 (0)         |                        |                        |  |  |                       |       |
|  | Osetia del Sur        | 0 (2)                 |                       |               |                        |                        |  |  |                       |       |
|  | Osetia del Sur        | 0 (2)                 | Niza                  | 0 (5)         |                        |                        |  |  |                       |       |
|  | 4 de junio, Östersund |                       | Niza                  | 0 (5)         |                        |                        |  |  |                       |       |
|  |                       | Ellan Vannin          | 0 (3)                 |               |                        |                        |  |  |                       |       |
|  | Pueblo Arameo         | Ellan Vannin          | 0 (3)                 | 0 (7)         |                        |                        |  |  |                       |       |
|  | Pueblo Arameo         | 6 de junio, Östersund |                       | 0 (7)         |                        |                        |  |  |                       |       |
|  | Occitania             | 0 (6)                 |                       |               |                        |                        |  |  |                       |       |
|  | Occitania             | 0 (6)                 | Pueblo Arameo         | 1             | Tercer y cuarto puesto | Tercer y cuarto puesto |  |  |                       |       |
|  | 4 de junio, Östersund |                       | Pueblo Arameo         | 1             | Tercer y cuarto puesto | Tercer y cuarto puesto |  |  |                       |       |
|  |                       | Ellan Vannin          | 4                     |               |                        |                        |  |  |                       |       |
|  | Ellan Vannin          | Ellan Vannin          | 4                     | 1 (4)         | Osetia del Sur         | 1                      |  |  |                       |       |
|  | Ellan Vannin          |                       |                       | 1 (4)         | Osetia del Sur         | 1                      |  |  |                       |       |
|  | Kurdistán             | 1 (2)                 |                       | Pueblo Arameo | 4                      |                        |  |  |                       |       |
|  | Kurdistán             | 1 (2)                 |                       |               | 4                      |                        |  |  |                       |       |
|  |                       |                       |                       |               |                        |                        |  |  | 8 de junio, Östersund |       |
|  |                       |                       |                       |               |                        |                        |  |  |                       |       |

### Cuartos de final
| 04 de junio de 2014 | Padania            | 1:2 | Niza                                    | Jämtkraft Arena, Östersund |  |
| 10:00               | Andrea Camussi 46' |     | Loïc Malatini 8' · Malik Tchokounte 85' |                            |  |

| 4 de junio de 2014, 13:00 | Abjasia                                                         | 0:0 (0:0 t. s.)(0:2 p.)    | Osetia del Sur                                                        | Jämtkraft Arena, Östersund |  |
|                           |                                                                 | Tiros desde el punto penal |                                                                       |                            |  |
|                           | Akhmat Agrba · Sandrik Tsveyba · Dmitri Akhba · Georgij Zhanava |                            | Alan Khadarzev · David Siukaev · Taimuraz Karatsev · Taimuraz Kudziev |                            |  |

| 4 de junio de 2014, 16:00 | Pueblo Arameo                                                                                        | 0:0 (0:0 t. s.)(7:6 p.)    | Occitania                                                                                             | Jämtkraft Arena, Östersund |  |
|                           | | Tiros desde el punto penal | |                            |  |
|                           | Lukas Can · Thomas Can · Mattias Candemir · Rabi Mourad · Andreas David · Marco Ayudín · Jakob Sauna |                            | Brice Martinez · Ronald Rodas · Vivian Dors · Pierre Bru · Nabil Mossi · Nicolás Dubois · Joel Congré |                            |  |

| 4 de junio de 2014, 19:00 | Ellan Vannin                                                  | 1:1 (4:2 p.)               | Kurdistán                                                       | Jämtkraft Arena, Östersund |  |
|                           | Seamus Sharkey 80'                                            |                            | Khaled Mushir 23'                                               |                            |  |
|                           |                                                               | Tiros desde el punto penal |                                                                 |                            |  |
|                           | Ciaran McNulty · Calum Morrissey · Chris Bass Jr · Jack McVey |                            | Khaled Mushir · Sherzad Mohammed · Younis Shakour · Ahmed Salar |                            |  |

### Semifinales
| 06 de junio de 2014 | Niza                                      | 3:0 | Osetia del Sur | Jämtkraft Arena, Östersund |  |
| 16:00               | Malik Tchokounte 3' 28' · Kevin Puyoo 83' |     |                |                            |  |

| 6 de junio de 2014, 19:00 | Ellan Vannin                                                              | 4:1 | Pueblo Arameo  | Jämtkraft Arena, Östersund |  |
|                           | Frank Jones 23' · Jack McVey 60' · Chris Bass Jr 70' · Ciaran McNulty 72' |     | Rabi Mourad 9' |                            |  |

### Tercer lugar
| 8 de junio de 2014, 10:00 | Pueblo Arameo                                 | 4:1 | Osetia del Sur    | Jämtkraft Arena, Östersund |  |
|                           | George Kacho 9', 24', 73' · Volkan Percin 47' |     | David Siukaev 92' |                            |  |

### Final
| 08 de junio de 2014 | Niza                                                                            | 0:0 (5:3 p.)               | Ellan Vannin                                              | Jämtkraft Arena, Östersund |  |
| 13:00               |                                                                                 | Reporte                    |                                                           |                            |  |
|                     |                                                                                 | Tiros desde el punto penal |                                                           |                            |  |
|                     | Gilles Noto · Baptiste Delfino · Loic Malitini · Frank Delerue · Hichem Ferreri |                            | Ciaran McNulty · Calum Morrisey · Chris Bass · Jack McVey |                            |  |

|               |
| Campeón Niza  |
| Primer título |

## Ronda de Consolación

### 1ª Ronda
| 05 de junio de 2014 | Tamil Eelam              | 2:4 | Laponia                                   | Jämtkraft Arena, Östersund |  |
| 10:00               | Prashanth Ragvan 55' 77' |     | Steffen Dreyer 58' 66' ??' · 79' (a.g.) · |                            |  |

| 05 de junio de 2014 | Darfur | 0:12 | Nagorno Karabaj | Jämtkraft Arena, Östersund |  |
| 13:00               |        |      | Gevorg Nranyan 07' 24' 45' 75' · Norayr Gyozalyan 22' 39' 54' 74' · Grigoryan 33' 42' · Samvuel Karapetyan 69' · Aram Bareghamyan 92' |                            |  |

| 05 de junio de 2014 | Padania                                                                      | 3:3 (4:2 p.)               | Abjasia                                                                  | Jämtkraft Arena, Östersund |  |
| 16:00               | Luca Mosti 41' · Enoch Barwuah 48' · Matteo Prandelli 91'                    |                            | Amal Vardania 60' 62' · Dmitri Akhba 86'                                 |                            |  |
|                     |                                                                              | Tiros desde el punto penal |                                                                          |                            |  |
|                     | Andrea Rota · Luca Mosti · Stefano Tignonsini · Mauro Nannini · Andrea Mussi |                            | Ruslan Adzhindzhal · Alen Ardzheniya · Astamur Tarba · Aleksandr Khoklov |                            |  |

| 05 de junio de 2014 | Occitania                                                               | 2:2 (4:5 p.)               | Kurdistán                                                                | Jämtkraft Arena, Östersund |  |
| 19:00               | Vivian Dors 41' 47'                                                     |                            | Farhan Shakor 19' · Ahmed 76'                                            |                            |  |
|                     |                                                                         | Tiros desde el punto penal |                                                                          |                            |  |
|                     | Brice Martinez · Ronald Rodas · Vivian Dors · Pierre Bru · Nabil Moussi |                            | Younis Shakour · Nechirvan Shukri · Dozhgahr · Nechjrvan · Khaled Mushir |                            |  |

### 2ª Ronda
| 07 de junio de 2014 | Tamil Eelam | 10:0 | Darfur | Jämtkraft Arena, Östersund |  |
| 10:00               | Gvinthan Navaneethakrishnan 02' 10' · Mayooran Jeganthan 08' · Prashanth Ragvan 16' 69' · Gajendran Balamurali 53' · Prasanth Vigneswararajah 73' · Christman Gunasingham 81' 89' |      |        |                            |  |

| 07 de junio de 2014 | Laponia            | 1:5 | Nagorno Karabaj                                                          | Jämtkraft Arena, Östersund |  |
| 13:00               | Arle Ivar Ring 68' |     | Gevorg Poghosyan 30' 83' · Mihran Manasyan 32' 52' · Armen Petrosyan 64' |                            |  |

| 07 de junio de 2014 | Abjasia | 0:1 | Occitania            | Jämtkraft Arena, Östersund |  |
| 16:00               |         |     | Gerome Hernandez 78' |                            |  |

| 07 de junio de 2014 | Padania  | 1:1 (4:3 p.) | Kurdistán | Jämtkraft Arena, Östersund |  |
| 19:00               | Rota 64' |              |           |                            |  |

## Clasificación Final
| Pos                            | Equipo          | PJ | PG | PE | PP | GF | GC | DG  | Pts | Efic. |
| ------------------------------ | --------------- | -- | -- | -- | -- | -- | -- | --- | --- | ----- |
| 1                              | Niza            | 5  | 3  | 1  | 1  | 8  | 5  | +3  | 10  | 66.7% |
| 2                              | Ellan Vannin    | 5  | 3  | 2  | 0  | 12 | 6  | +6  | 11  | 73.3% |
| 3                              | Pueblo Arameo   | 5  | 3  | 1  | 1  | 9  | 6  | +3  | 10  | 66.7% |
| 4                              | Osetia del Sur  | 5  | 1  | 1  | 3  | 23 | 10 | +13 | 4   | 26.7% |
| Eliminados en cuartos de final |                 |    |    |    |    |    |    |     |     |       |
| 5                              | Padania         | 5  | 2  | 2  | 1  | 28 | 7  | +21 | 8   | 53.3% |
| 6                              | Kurdistán       | 5  | 1  | 3  | 1  | 14 | 6  | +8  | 6   | 40.0% |
| 7                              | Occitania       | 5  | 2  | 3  | 0  | 5  | 3  | +2  | 9   | 60.0% |
| 8                              | Abjasia         | 5  | 1  | 3  | 1  | 6  | 6  | 0   | 6   | 40.0% |
| Eliminados en fase de grupos   |                 |    |    |    |    |    |    |     |     |       |
| 9                              | Nagorno Karabaj | 4  | 2  | 0  | 2  | 19 | 5  | +14 | 6   | 50.0% |
| 10                             | Laponia         | 4  | 1  | 0  | 3  | 6  | 10 | −4  | 3   | 25.0% |
| 11                             | Tamil Eelam     | 4  | 1  | 0  | 3  | 12 | 15 | −3  | 3   | 25.0% |
| 12                             | Darfur          | 4  | 0  | 0  | 4  | 0  | 61 | −61 | 0   | 0.0%  |

## Goleadores
| Jugador           | Selección      | Goles |
| ----------------- | -------------- | ----- |
| Artur Elbaev      | Osetia del Sur | 9     |
| Rustam Khutiev    | Osetia del Sur | 5     |
| Giacomo Innocenti | Padania        | 5     |
| Calum Morrissey   | Ellan Vannin   | 4     |
| Ciaran McNulty    | Ellan Vannin   | 4     |